# Johan Printzensköld
Johan Printz, adlad med namn Printzensköld (skrev sig Printzenskiölldh), född 1615, död 8 december 1658, var en svensk guvernör på Bornholm år 1658. Bornholm återlämnades till Danmark 1660. Printzensköld bodde i Hammershus under sin guvernörstid. Han var far till Carl Printzensköld.

## Biografi
Printzensköld var son till prästen Jakob Printz och adlades 1649 för sina insatser i trettioåriga kriget. Som överstelöjtnant tjänstgjorde Printzensköld sedan vid adelns rusttjänst och från 1655 vid drottningens livregemente till häst. Regementet deltog i tredagarsslaget vid Warszawa 1656 där Printzensköld sårades svårt. Efter freden i Roskilde 1658 utnämndes Printzensköld, nu överste, den 28 mars 1658 till guvernör på det nyvunna Bornholm, dit han med en liten truppstyrka på 113 man anlände 29 april samma år.
Svenskarnas stränga styre på ön och utskrivningarna uppväckte ett hat mot Printzensköld, underblåst från Köpenhamn efter krigets återupptagande. Han begärde i brev till kungen förgäves truppförstärkningar, och när han begivit sig till Rönne för att söka påskynda förstärkningarnas ankomst från Ystad, blev han i Rönne 8 december samma år av några sammansvurna överfallen i den ene borgmästarens hus samt därefter skjuten ute på gatan av en bland de sammansvurna, borgaren Villum Clausen. En annan källa namnger Klaus Hög som den som sköt Printzensköld. 
Den långt efter tilldragelsen diktade, 148 verser långa "Printzensköldsvisan" förhärligar bornholmarnas gärning och upptecknades av J.C. Urne, amtman på Bornholm 1740–1778.